# Dienstanzug (Bundeswehr)
Der Dienstanzug ist eine Uniform der Bundeswehr. In seiner Grundform wird er außerhalb militärischer Anlagen als Ausgehuniform, innerhalb militärischer Anlagen auch bei Dienstreisen (z. B. bei Kommandierungen oder Versetzungen), teilweise bei der Politischen Bildung und anlässlich feierlicher Veranstaltungen getragen. In einigen Dienststellen der Bundeswehr, vorwiegend in Kommandobehörden, aber auch im Bundesministerium der Verteidigung ist er Tagesdienstanzug. Zum Dienstanzug in seiner Grundform existieren verschiedene Abwandlungen (z. B. andere Kopfbedeckung) und Ergänzungen (z. B. Regenjacke). In der Zentralrichtlinie A1-2630/0-9804 „Anzugordnung für Soldatinnen und Soldaten der Bundeswehr“ sind alle Formen des Dienstanzuges sowie der anderen Uniformen der Bundeswehr genau beschrieben.

## Dienstanzug

### Dienstanzug des Heeres

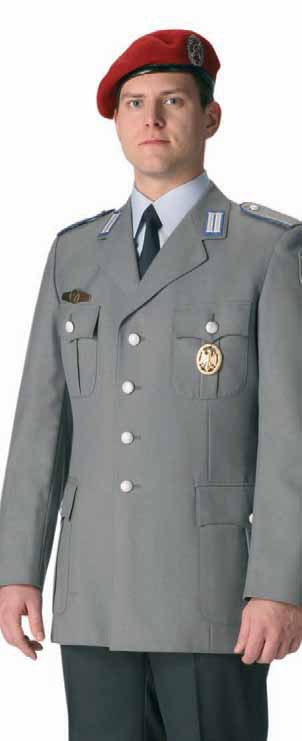
Dienstanzug des Heeres

| - Barett/Bergmütze - Dienstjacke/Schibluse, grau - Hose, dunkelgrau - Diensthemd, langer Ärmel - Langbinder, grau-blau - Hosengürtel, schwarz, glatt - Halbschuhe, schwarz, glatt - Socken, schwarz | - Barett/Bergmütze - Dienstjacke/Schibluse, grau - Rock, grau - Dienstbluse, langer Ärmel - Langbinder, blau - Gürtel, schwarz, glatt - Schuhe, schwarz, glatt - Strumpfhose/Strümpfe, hell/grau |

Dienstanzug des Heeres
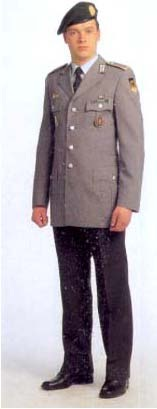
Grundform für Männer
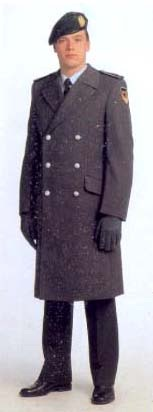
mit Mantel
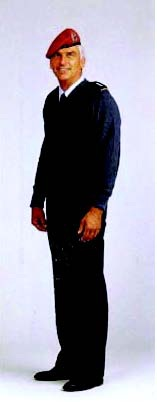
mit Pullover
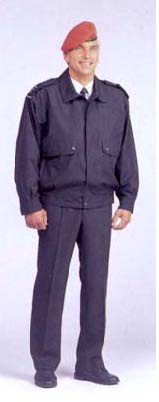
mit Blouson
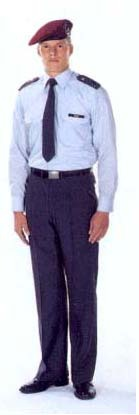
mit langem Hemd
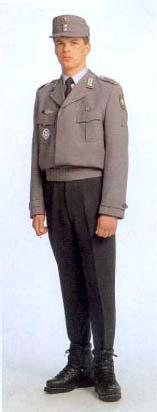
Grundform bei Gebirgsjägern (Berganzug)

### Dienstanzug der Luftwaffe

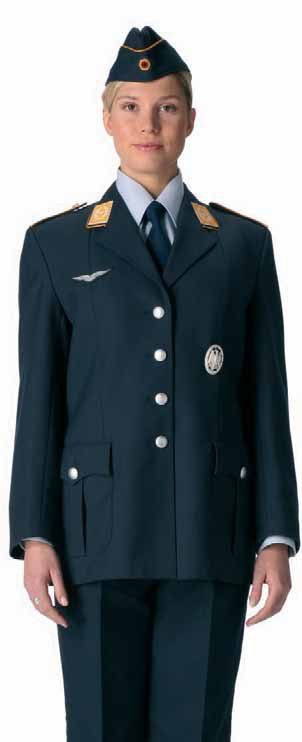
Dienstanzug der Luftwaffe

| - Schiffchen, blau - Dienstjacke, blau - Hose, blau - Diensthemd, langer Ärmel - Langbinder, blau - Hosengürtel, schwarz, glatt - Halbschuhe, schwarz, glatt - Socken, schwarz | - Schiffchen, blau - Dienstjacke, blau - Hose, blau - Dienstbluse, langer Ärmel - Langbinder, blau - Gürtel, schwarz, glatt - Schuhe, schwarz, glatt - Strumpfhose/Strümpfe, hell/grau |

Dienstanzug der Luftwaffe
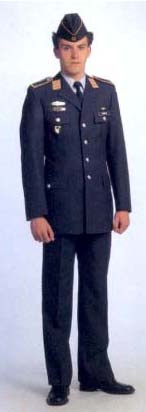
Grundform für Männer
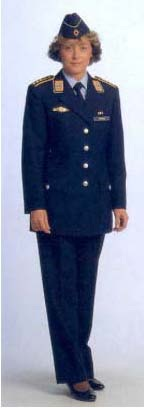
Grundform für Frauen
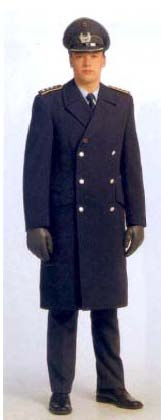
mit Mantel und Schirmmütze
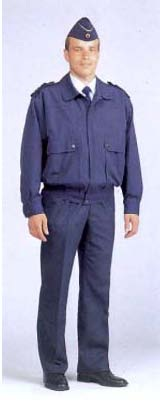
mit Blouson
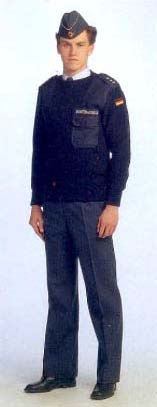
mit Pullover
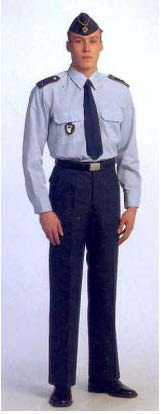
mit langem Hemd

### Dienstanzug der Marine

#### Offiziere, Unteroffiziere, Mannschaftsdienstgrade ab dem 30. Lebensjahr
| - Schirmmütze - Dienstjacke, dunkelblau - Hose, dunkelblau - Diensthemd, weiß, langer Ärmel - Langbinder, schwarz - Hosengürtel, schwarz - Halbschuhe, schwarz, glatt - Socken, schwarz | - Schirmmütze - Dienstjacke, dunkelblau - Rock, dunkelblau - Dienstbluse, weiß, langer Ärmel - Langbinder oder Winkel, schwarz - Gürtel, schwarz - Schuhe, schwarz, glatt - Strumpfhose/Strümpfe, hell/grau |

#### Mannschaften bis zum 30. Lebensjahr
- Mütze, weiß
- Klapphose, dunkelblau
- Hemd, dunkelblau (Sommer: Hemd, weiß)
- Hemdkragen, blau
- seidenes Tuch, schwarz, mit Fliege
- Halbschuhe, schwarz, glatt
- Socken, schwarz

Dienstanzug der Marine
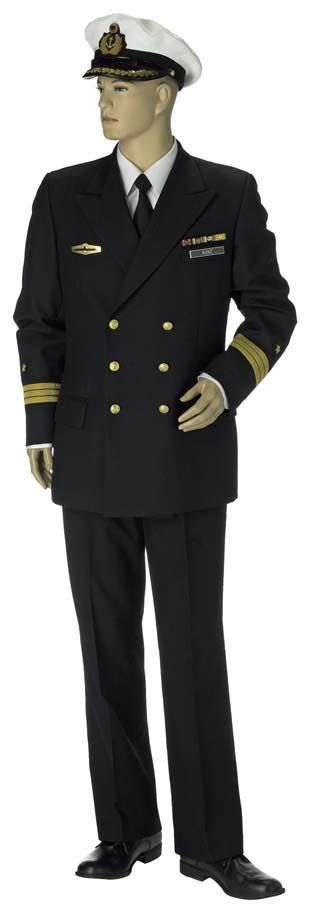
Grundform für Männer
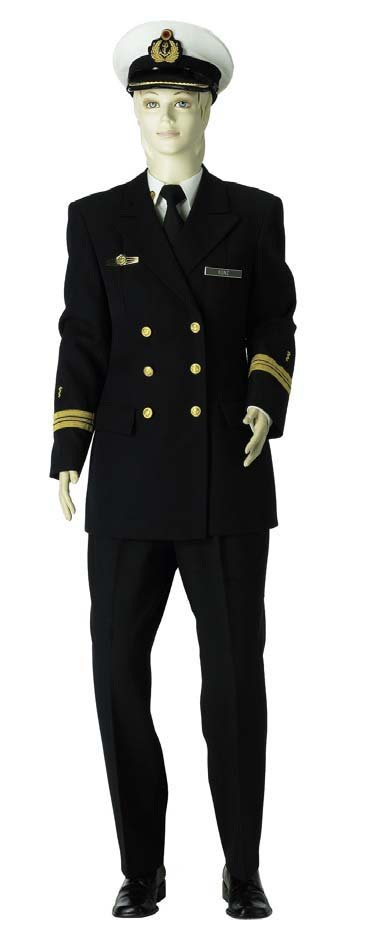
Grundform für Frauen
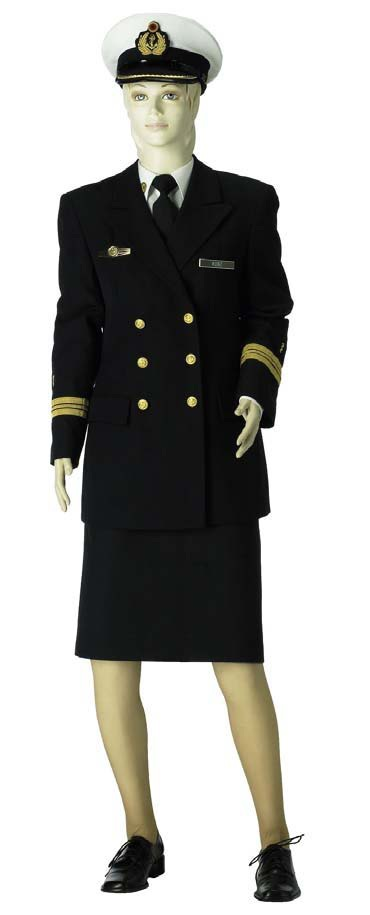
mit Rock
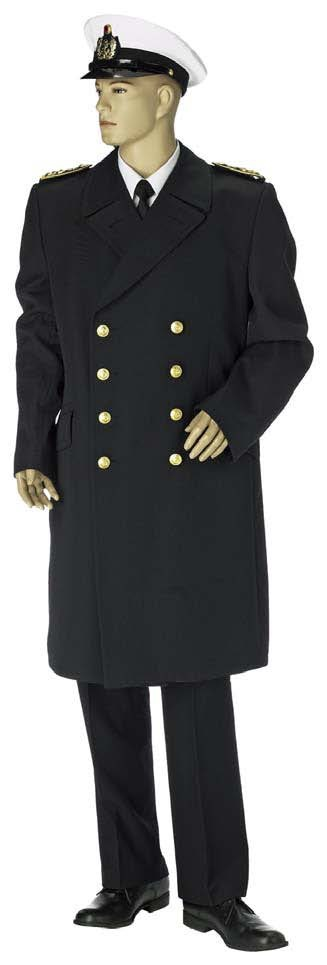
mit Mantel
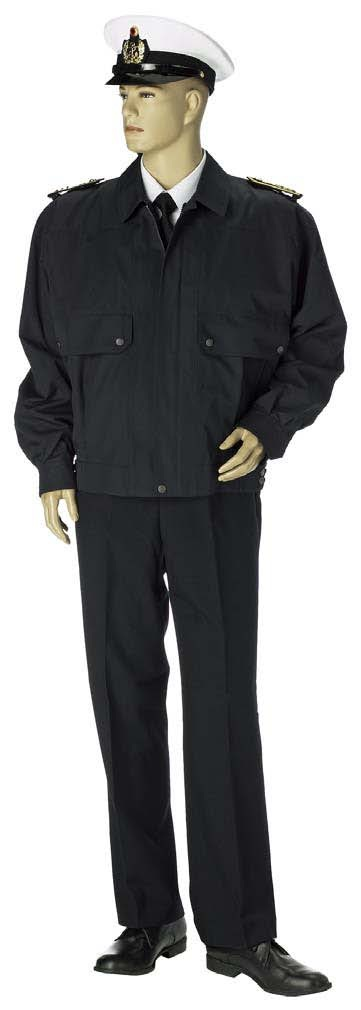
mit Blouson
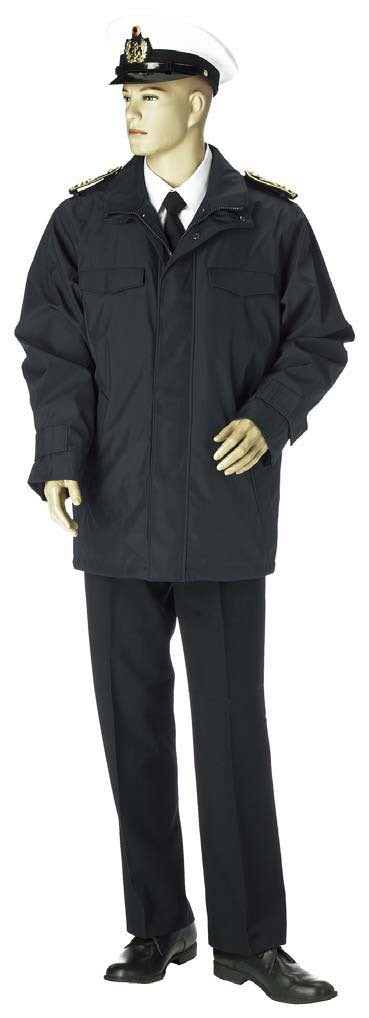
mit Ganzjahresjacke
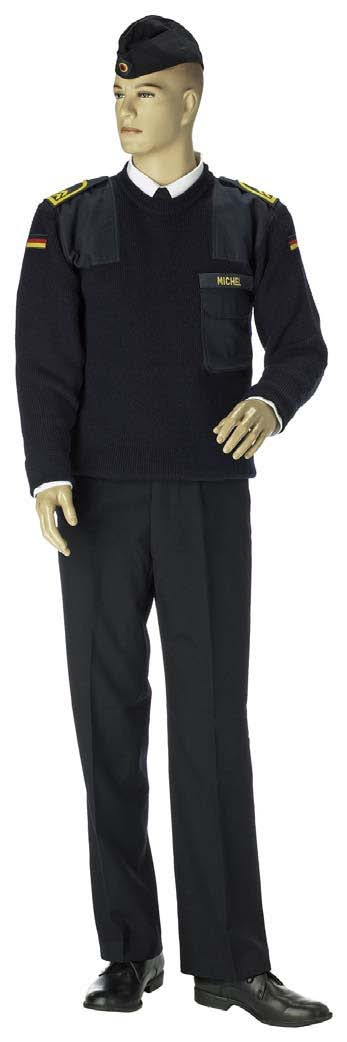
mit Pullover
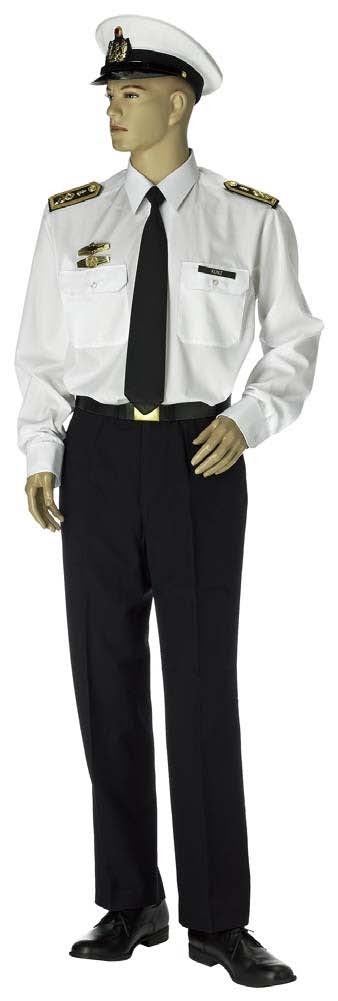
mit langem Hemd
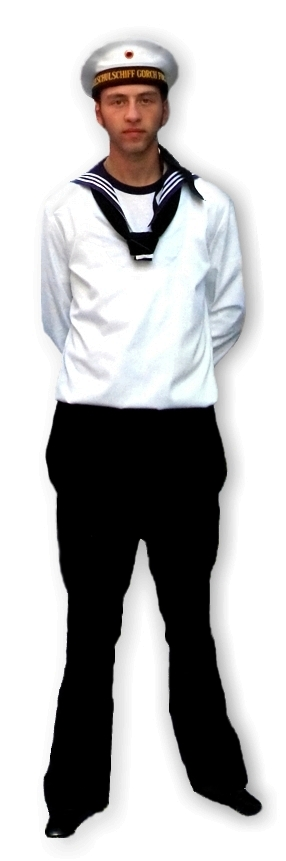
Grundform für Mannschaften

## Sommerdienstanzug
Die Sommerdienstanzüge dürfen nicht innerhalb Deutschlands getragen werden, sondern nur südlich des 40. Breitengrades Nord. Dieser verläuft ungefähr auf der Höhe Madrids und Ankaras. So darf er beispielsweise von auf der Holloman Air Force Base in New Mexico stationierten Soldaten getragen werden.

### Sandfarben

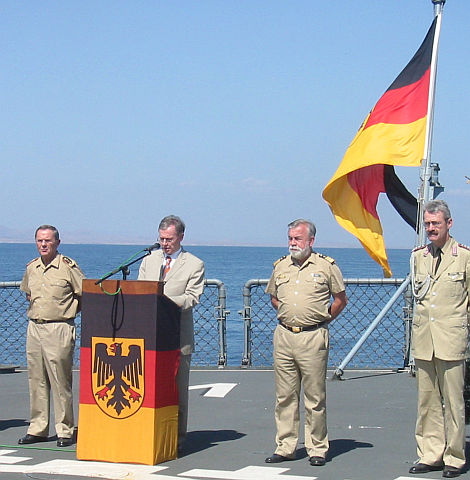
Sommerdienstanzug Sandfarben
hier: Heer (kurzes Hemd),
Marine (kurzes Hemd),
Heer (Grundform)

Der sandfarbene Sommerdienstanzug darf von Soldaten des Heeres, der Luftwaffe und der Marine getragen werden.

Sommerdienstanzug, sandfarben
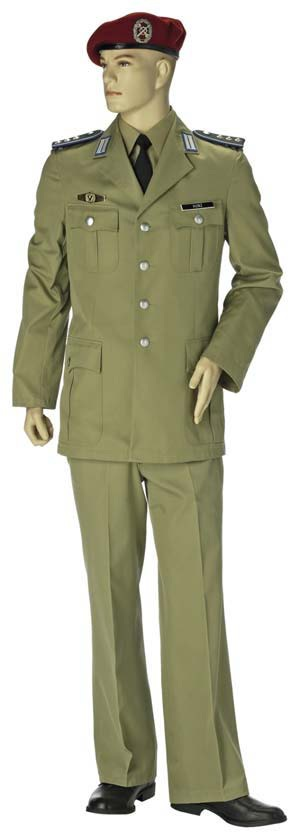
Grundform des Heeres
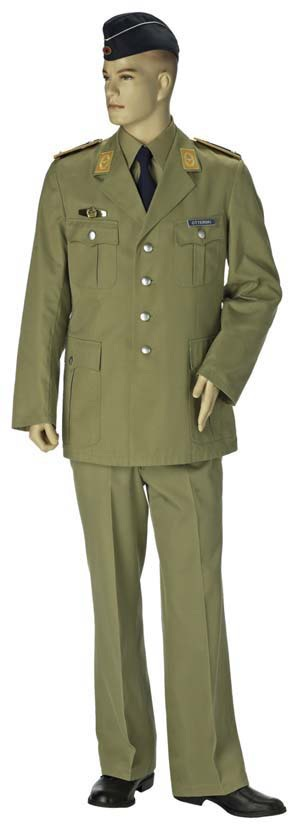
Grundform der Luftwaffe
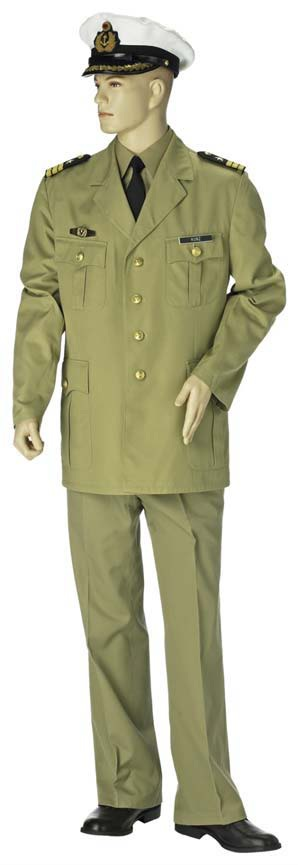
Grundform der Marine
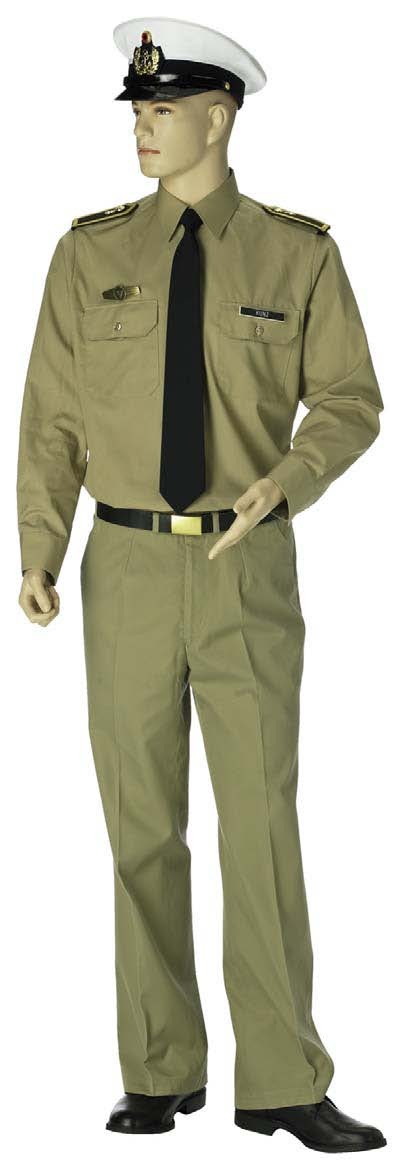
langes Hemd

### Weiß
Der weiße Sommerdienstanzug darf nur von der Marine getragen werden.
Mannschaften bis zum 30. Lebensjahr tragen den Sommerdienstanzug mit weißem Hemd und weißer Hose, behalten aber die schwarzen Dienstschuhe.

Sommerdienstanzug, weiß
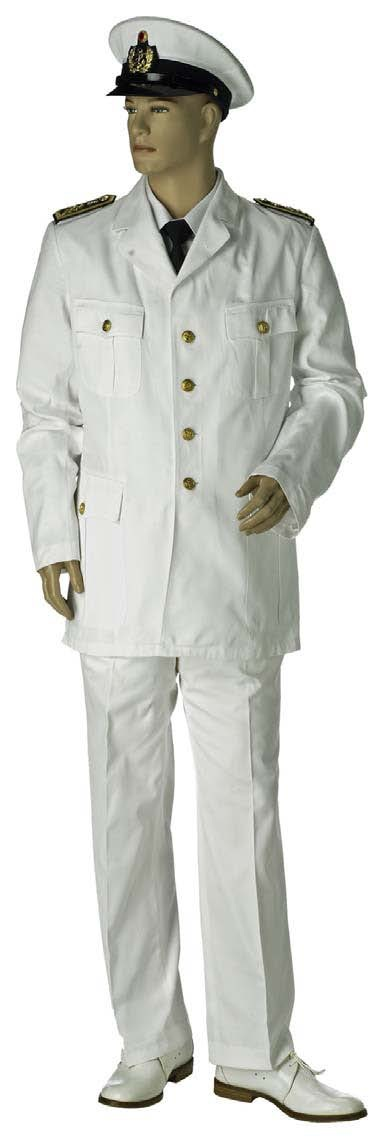
Grundform für Männer
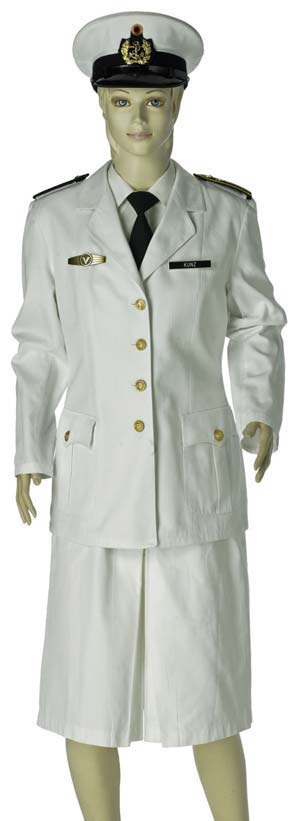
Abwandlung für Frauen mit Rock

## Großer Dienstanzug

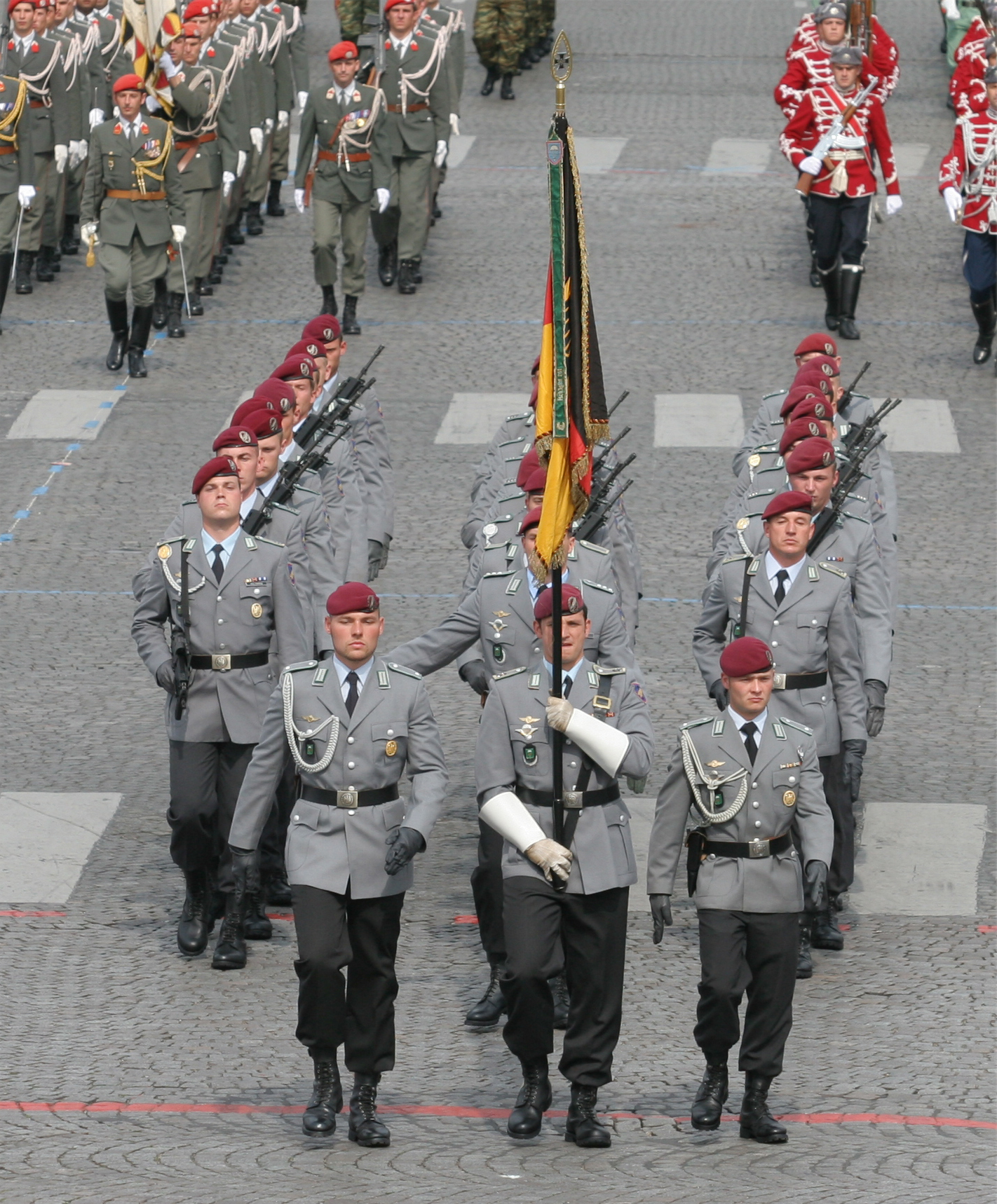
Fallschirmjäger im Großen Dienstanzug. Vorne eine Fahnenabordnung mit der Truppenfahne des Fallschirmjägerbataillon 261 mit dem Fahnenband des Saarlands.

Der Große Dienstanzug ist eine Abwandlung des Dienstanzugs Grundform und existiert nur bei Heer und Luftwaffe. Er dient als Paradeuniform und wird nur auf Befehl und zu besonderen Anlässen getragen. Anstelle der Halbschuhe werden die Kampfschuhe mit Wollsocken (oliv) getragen, die Hose wird oberhalb der Stiefel nach innen umgeschlagen. Hinzu kommt noch ein schwarzes Lederkoppel, das über der Dienstjacke getragen wird. Bei kalter Witterung kann der Mantel über der Dienstjacke getragen werden, das Lederkoppel wird dabei wiederum über dem Mantel getragen. Als Abwandlung kann ein Helm anstelle des Baretts/Schiffchens befohlen werden. Bei der Gebirgstruppe des Heeres werden zum Großen Dienstanzug die Schibluse (grau), die Keilhose (grau) sowie Bergschischuhe oder Bergschuhe und Wollsocken getragen.

Großer Dienstanzug
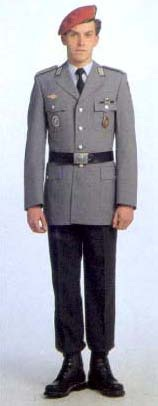
in der Grundform (Heer)
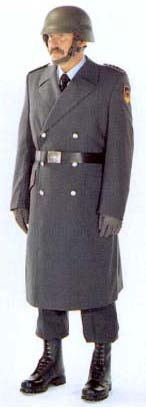
mit Mantel und Helm (Heer)

Die Marine hat keinen „Großen Dienstanzug“. Es kann jedoch als Abwandlung zum Dienstanzug „Seestiefel mit zwei halben Schlägen“ befohlen werden. In diesem Fall sind Seestiefel zu tragen und die Hose von unten zweimal von innen nach außen zu einem 5 cm breiten Aufschlag umzuschlagen. Dieser Anzug wird umgangssprachlich auch als „2. Geige“ oder „Wachgeige“ bezeichnet.

## Besonderheiten
Bei warmer Witterung oder in geschlossenen Räumen darf die Jacke abgelegt werden, soweit Brauch und gute Sitte dem nicht entgegenstehen, jedoch nur, wenn kein weißes Oberhemd getragen wird. Das Diensthemd/die Dienstbluse ist dann mit Schulterklappen zu tragen. Die Jacke darf nicht über dem Arm getragen werden. Bei kaltem Wetter ist das Tragen von privaten Schnürschuhen/Stiefeln (schwarz, glattes Oberleder) gestattet. Bei Heer und Luftwaffe ist des Weiteren Selbsteinkleidern das Tragen einer Schirmmütze möglich.:1.2.3. Selbstbeschaffte Uniformteile und Abzeichen

## Kleiner Dienstanzug

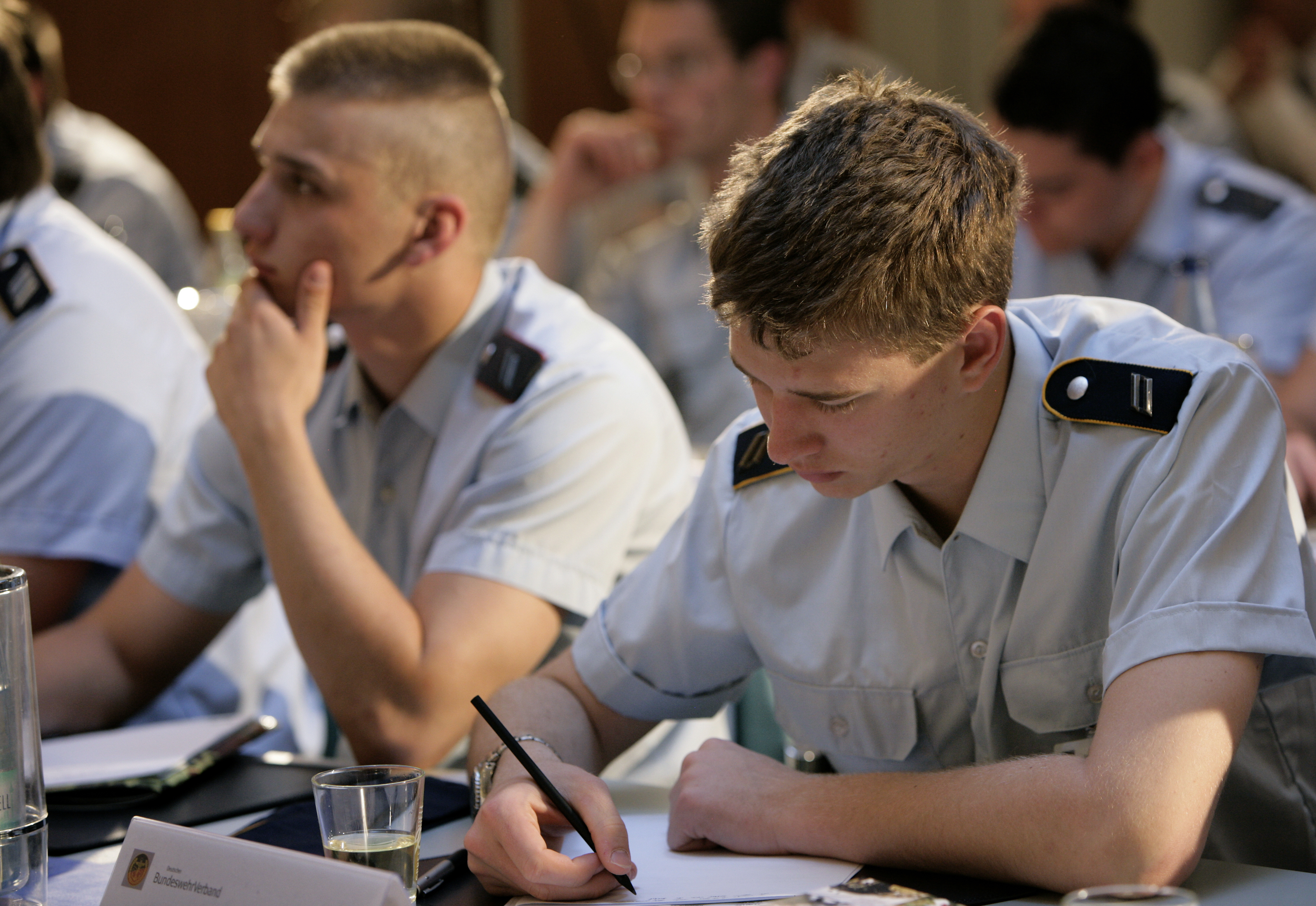
Wehrpflichtige im kleinen Dienstanzug 2010

Umgangssprachlich wird bei Heer und Luftwaffe als der „kleine Dienstanzug“ eine Abwandlung des Dienstanzuges für warme Tage bezeichnet. Als Oberbekleidung wird hier lediglich das kurze Diensthemd mit oder ohne Langbinder getragen. Bis 2005 war das Tragen eines Langbinders zum kurzen Diensthemd nicht zulässig. Bisweilen wird in Heer und Luftwaffe jeder Dienstanzug als kleiner Dienstanzug bezeichnet, der nicht als Großer Dienstanzug ausgestaltet ist. Bei der Marine wird der Dienstanzug umgangssprachlich auch als „1. Geige“ bezeichnet.

Kleiner Dienstanzug
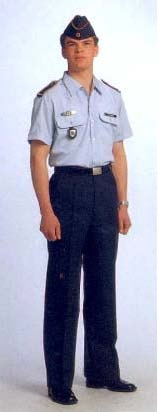
der Luftwaffe
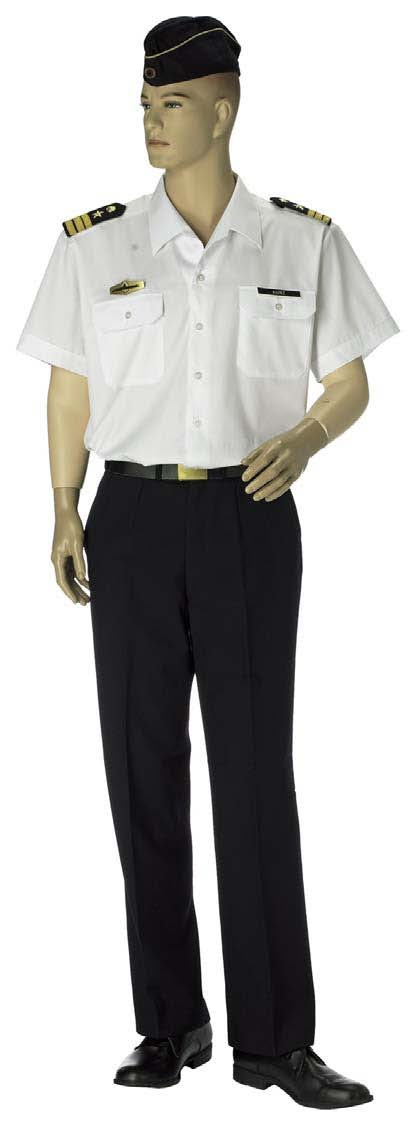
der Marine
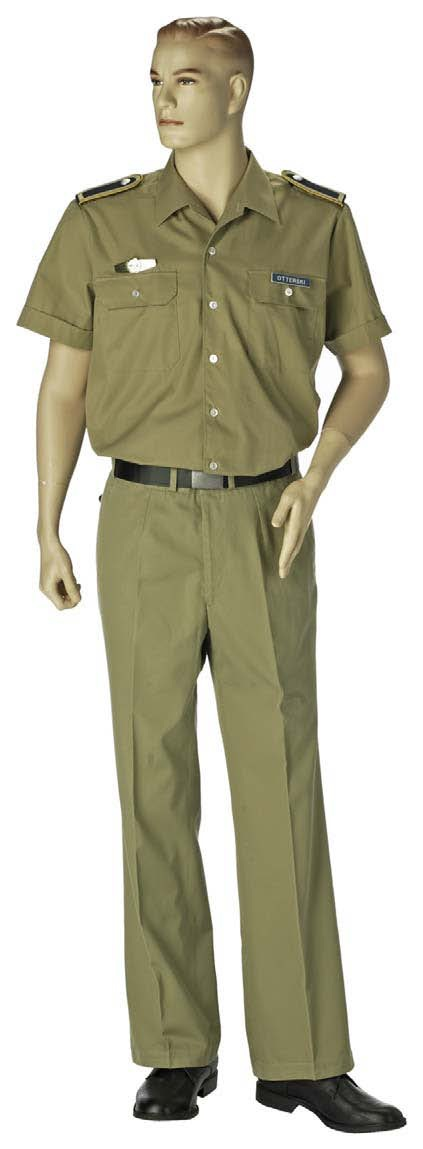
der Luftwaffe im Sommeranzug, sandfarben

## Sonstiges
Zeitweise waren folgende Uniformvarianten eingeführt bzw. erlaubt:
Weiße Dienstjackebzw. „Rock, weiß“: Ende der 60er Jahre führte die Bundeswehr eine weiße Dienstjacke ein. Diese konnte von Offizieren und Unteroffizieren m. P. im Rahmen des kleinen Dienstanzugs getragen werden. Sie war „auf eigene Kosten“ zu beschaffen und fand nur geringe Verbreitung. Getragen wurde der weiße Rock nur im Sommerhalbjahr und bevorzugt im Offizier-/Unteroffizierheim. Schon in der Wehrmacht war ein Weißer Rock zu bestimmten Anlässen erlaubt. In der Marine wurde die Jacke als „Messejacke“ bis in die 1970er Jahre häufig getragen.
Hellblaue UniformAls 1976 die ersten Frauen als Sanitäter bei der Bundeswehr eingestellt wurden, erhielten sie eine taubenblaue Uniform.

## Trageweise

Luftwaffe:
1 = Schulterklappe mit Dienstgradabzeichen
2 = Kragenspiegel der Luftwaffe
3 = entfällt
4 = Kompaniefeldwebel (KpFw) – Schnur
5 = Schützenschnur (nur Uffz u. Msch)
6 = bis zu zwei Tätigkeitsabzeichen, davon ein ausländisches oder Silberne Luftwaffenschwinge
7 = internes Verbandsabzeichen
8 = bis zu zwei Sonderabzeichen, davon ein ausländisches
9 = Bandschnalle
10 = hellblaues Namensschild
11 = Leistungsabzeichen
12 = entfällt
13 = Ärmelband

Marine, Mannschaften bis 30 Jahre:
1 = Dienstgradabzeichen
2 = Verwendungsabzeichen
3 = internes Verbandsabzeichen (nur im Bereich ZMIlDBw/integrierte Verwendung)
4 = Schützenschnur
5 = Bandschnalle
6 = Namensschild
7 = Leistungsabzeichen

Marine, Offz, Uffz und Mannschaften ab 30 Jahre:
1 = Dienstgradabzeichen auf beiden Ärmeln
1a= Offz
1b= Uffz mP
1c= Uffz oP
2 = Laufbahnabzeichen
2a= Offz
2b= Uffz mP
2c= Uffz oP
3 = Wachabzeichen
4 = internes Verbandsabzeichen (nur im Bereich ZMIlDBw/integrierte Verwendung)
5 = Schützenschnur (nur Uffz)
6 = bis zu zwei Sonderabzeichen, davon ein ausländisches
7 = bis zu zwei Tätigkeitsabzeichen, davon ein ausländisches
8 = Bandschnalle
9 = Namensschild
10 = Leistungsabzeichen

Zulässige Trageweise von Orden, Ehrenzeichen, Abzeichen und Kennzeichnungen an der Uniform 1. des Heeres, 2. der Luftwaffe, 3. der Marine für Mannschaftsdienstgrade bis zum 30. Lebensjahr und 4. der Marine für Offiziere, Unteroffiziere, Mannschaftsdienstgrade ab dem 30. Lebensjahr:

Heer:
1 = Schulterklappe mit Dienstgradabzeichen
2 = Kragenspiegel
3 = ausländisches, binationales oder multinationales Verbandsabzeichen als Ärmelabzeichen (Heer)
4 = Kompaniefeldwebel (KpFw) – Schnur
5 = Schützenschnur (nur Uffz u. Msch)
6 = bis zu zwei Tätigkeitsabzeichen, davon ein ausländisches
7 = internes Verbandsabzeichen
8 = bis zu zwei Sonderabzeichen, davon ein ausländisches
9 = Bandschnalle
10 = schwarzes Namensschild
11 = Leistungsabzeichen
12 = Verbandsabzeichen (Heer)
13 = Ärmelband